# Дементьев, Евгений Ильич
Евгений Ильич Дементьев (1920—1999) — участник Великой Отечественной войны, генерал-майор авиации, Герой Советского Союза (1945), Народный герой Югославии.

## Биография
Евгений Дементьев родился 23 марта 1920 года в Серпухове (ныне — Московская область) в рабочей семье. Окончил текстильный техникум и аэроклуб. В 1939 году Дементьев был призван на службу в Рабоче-крестьянскую Красную Армию. В 1942 году он окончил Энгельсскую военную авиационную школу пилотов. С июля 1943 года — на фронтах Великой Отечественной войны. Принимал участие в Курской битве, освобождении Белгорода, Харькова, Киева, освобождении Румынии, Югославии, Венгрии, Австрии.
К январю 1945 года гвардии лейтенант Евгений Дементьев был старшим лётчиком 167-го гвардейского штурмового авиаполка 10-й гвардейской штурмовой авиадивизии 17-й воздушной армии 3-го Украинского фронта. К тому времени он совершил 136 боевых вылетов на бомбардировку скоплений боевой техники и живой силы противника.
Указом Президиума Верховного Совета СССР от 29 июня 1945 года за «образцовое выполнение боевых заданий командования и проявленные мужество и героизм в боях с немецкими захватчиками» гвардии лейтенант Евгений Дементьев был удостоен высокого звания Героя Советского Союза с вручением ордена Ленина и медали «Золотая Звезда».
После окончания войны Дементьев продолжил службу в Советской Армии. В 1952 году он окончил Военно-воздушную академию, после чего работал старшим преподавателем в Военно-воздушной инженерной академии имени Жуковского. В 1982 году в звании генерал-майора авиации он был уволен в запас. Проживал в Москве, работал старшим научным сотрудником Центрального Дома авиации и космонавтики ДОСААФ.
Умер 13 июля 1999 года, похоронен на Троекуровском кладбище Москвы.
Народный герой Югославии. Был также награждён двумя орденами Красного Знамени, двумя орденами Отечественной войны 1-й степени, орденами Отечественной войны 2-й степени, Красной Звезды, «За службу Родине в Вооружённых Силах СССР» 3-й степени, медалями.